# Zivko Edge 540

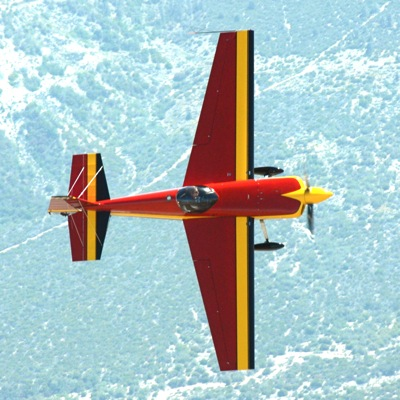
Wczesna wersja Edge 540 z ogonem usztywnianym odciągami.

Zivko Edge 540 – wysokiej klasy samolot wyczynowy. Jeden z najpopularniejszych samolotów akrobacyjnych na świecie, w szczególności na kontynencie amerykańskim. Znany z doskonałych osiągów i manewrów nieosiągalnych dla innych samolotów, jest jednym z podstawowych typów samolotów używanych w edycjach Red Bull Air Race. Napędzany zmodyfikowanym silnikiem Lycoming AEIO-540 (stosowanym m.in. w samolotach Extra 300). Maszyna prezentowana m.in. przez Pétera Besenyeia i Pipa Boormana.